# Kurkawiczy
Kurkawiczy (biał. Куркавічы, ros. Курковичи, Kurkowiczi) – wieś na Białorusi, w obwodzie mińskim, w rejonie mińskim, w sielsowiecie Samochwałowicze. W 2009 roku liczyła 39 mieszkańców.